# Adrian Mutu
Adrian Mutu (Călinești, 8 januari 1979) is een Roemeens voetbalcoach en voormalig  profvoetballer die als aanvaller speelde. Hij wordt samen met Cristian Chivu door velen beschouwd als de beste Roemeense speler van zijn generatie. In oktober 2004 werd Mutu betrapt op het gebruik van cocaïne, wat hem zijn contract bij Chelsea kostte. In 2010 is hij in de wedstrijd tegen AS Bari weer betrapt op het gebruik van drugs. Deze keer werd in zijn plas het middel sibutramine ontdekt, een geneesmiddel tegen obesitas.
In april 2018 werd hij tot het einde van het seizoen 2017/18 aangesteld als trainer van FC Voluntari.

## Begin van zijn loopbaan
Mutu begon zijn loopbaan als profvoetballer in het seizoen 1996/97 bij FC Argeș Pitești. Halverwege het seizoen 1998/99 maakte hij de overstap naar de Roemeense topclub Dinamo Boekarest. In zijn tweede seizoen bij Dinamo vestigde Mutu de aandacht van de Europese top op zich door in veelvuldig te scoren. Het was Internazionale dat hem begin 2000 contracteerde en Dinamo 1.2 miljoen euro betaalde. De club uit Milaan verhuurde Mutu echter al na een halfjaar aan achtereenvolgens Hellas Verona (2000-2002) en AC Parma (2002/03).

## Doorbraak bij AC Parma
Bij AC Parma brak Mutu door. Bij deze club vormde hij een aanvalsduo met de Braziliaan Adriano. Mutu maakte achttien doelpunten in de Serie A, terwijl Adriano vijftien keer doel trof. Hierdoor ging het tweetal de geschiedenis in als het succesvolste aanvalsduo van AC Parma in de Serie A met in totaal 33 goals. Mutu en Adriano verbraken het record van Hernán Crespo en Marco Di Vaio, die in het seizoen 1999/00 29 keer scoorden (Crespo 22, Di Vaio 7). Faustino Asprilla (10) en Gianfranco Zola (18) reikten in het seizoen 1993/94 tot 28 doelpunten. Adriano en Mutu kwamen in één wedstrijd beiden tot scoren, hoewel de twee bijna iedere wedstrijd samen de aanvalslinie vormden. Alleen in een uitwedstrijd tegen Torino FC waren beide aanvallers trefzeker; Adriano scoorde twee keer en Mutu maakte er een. De prestaties van het tweetal bleven niet onopgemerkt: Chelsea contracteerde in de zomer van 2003 Mutu, terwijl Adriano naar Internazionale vertrok.

## Chelsea
Op 11 augustus 2003 bevestigde Chelsea de aankoop van Mutu voor 24 miljoen euro. De Roemeense aanvaller tekende een contract voor vijf jaar. Mutu was de zevende aankoop van Chelsea sinds de komst van de Russische miljardair Roman Abramovitsj. De Roemeen scoorde in zijn eerste drie optredens vier keer. Daarna hadden problemen in zijn privé-leven - echtscheiding, een seksschandaal en een politieachtervolging - grote invloed op zijn sportieve prestaties. Vanaf 11 januari 2004 maakte hij geen enkel doelpunt meer voor Chelsea. Er ontstond een bekoelde relatie tussen Mutu en trainer Claudio Ranieri, iets wat aan het begin van het seizoen 2004/05 alleen maar erger werd onder de nieuwe
trainer José Mourinho. Het conflict begon toen Mutu van Mourinho te horen kreeg dat hij mocht vertrekken bij Chelsea. Mateja Kežman en Didier Drogba genoten de voorkeur van Mourinho als spitsen, zodat Mutu overbodig werd. Mutu kon naar Juventus, maar de transfer ketste af doordat Juventus en Chelsea het niet eens konden worden over de transfersom. Hierdoor moest Mutu genoegen nemen met een reserverol bij Chelsea. Het conflict met Mourinho escaleerde toen de Portugese coach begin oktober de aanvaller vanwege een vermeende blessure niet naar Roemenië wilde laten gaan voor een interland tegen Tsjechië voor de WK-kwalificatie. Mutu vertrok toch naar zijn land en ontkende bovendien geblesseerd te zijn.

## Cocaïne
Eind oktober 2004 verslechterde de situatie van Mutu bij Chelsea verder, toen bekend werd dat hij betrapt was op het gebruik van cocaïne. De Roemeense aanvaller was in september bij een onaangekondigde dopingcontrole betrapt op het gebruik van de harddrug. Aanvankelijk ontkende Mutu het cocaïnegebruik, maar op 19 oktober bekende hij tegenover de Britse spelersvakbond PFA dat hij cocaïne had gesnoven. Door zijn openheid hoopte Mutu een zware schorsing te kunnen voorkomen. In de hoop de tuchtcommissie mild te stemmen, meldde Mutu zich bovendien bij een psycholoog. Uiteindelijk werd Mutu door Chelsea ontslagen en voor zeven maanden geschorst. Mutu moest een bedrag van 17 miljoen overmaken aan Chelsea als compensatie. Deze uitspraak werd bevestigd door het CAS (2009), het Zwitserse Hooggerechtshof (2010) en Europees Hof voor de Rechten van de Mens (2018). Een poging van Mutu om het bedrag op Juventus te verhalen mislukte.

## Terugkeer naar Italië
Ondanks zijn schorsing, tekende Mutu in januari 2005 een contract voor vijf seizoenen bij Juventus waarbij een constructie via Livorno gebruikt werd omdat Juventus haar buitenlanders-quotum al verbruikt had. Livorno, dat nog wel ruimte had voor een buitenlandse speler, trok de clubloze Mutu aan en verkocht hem direct door aan Juventus, waardoor de transfer als een binnenlandse transfer gold. Op 18 mei liep de schorsing van Mutu af en de Roemeen speelde alsnog een competitieduel voor de club uit Turijn. In zijn tweede seizoen bij Juventus speelde Mutu regelmatig, hoewel vaak als invaller. In juli 2006 maakte hij de overstap naar Fiorentina. Bij Fiorentina bloeide Mutu weer op en vormde hij samen met Luca Toni een aanvalsduo.

## Tweede keer doping en latere carrière
Op 29 januari 2010 werd hij voor de tweede keer positief getest op het gebruik van verboden middelen. Ditmaal ging het om het laxeermiddel sibutramine en kreeg hij een schorsing van negen maanden opgelegd. Nadat zijn schorsing op 29 oktober afliep, werd hij door Fiorentina geschorst wegens contractbreuk. Na een publiek excuus werd hij in februari 2011 weer bij de selectie gehaald. Dat seizoen speelde hij nog twintig wedstrijden waarin hij vier doelpunten maakte. In juni 2011 tekende hij een tweejarig contract bij het net gepromoveerde AC Cesena. Hij had een goed seizoen 2012/13 bij Ajaccio in de Ligue 1, maar zijn tweede seizoen was niet goed en zijn contract werd in januari 2014 ontbonden. Hij maakte het seizoen af bij Petrolul Ploiești maar ook daar werd zijn contract in september 2014 ontbonden. Eind 2015 speelde hij in de Indian Super League voor FC Pune City. Zijn laatste club was ASA Târgu Mureș waarvoor hij begin 2016 tot vier wedstrijden kwam.

## Clubstatistieken

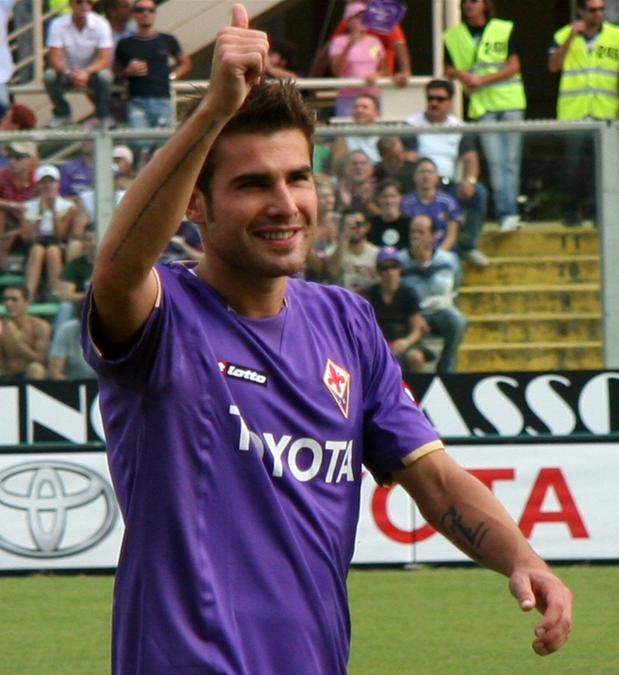
Adrian Mutu bij Fiorentina in 2007

| seizoen | club              | land      | competitie          | duels | goals |
| ------- | ----------------- | --------- | ------------------- | ----- | ----- |
| 1996/97 | Argeș Pitești     | Roemenië  | Liga 1              | 5     | 0     |
| 1997/98 | Argeș Pitești     | Roemenië  | Liga 1              | 21    | 4     |
| 1998/99 | Argeș Pitești     | Roemenië  | Liga 1              | 15    | 7     |
| 1998/99 | Dinamo Boekarest  | Roemenië  | Liga 1              | 15    | 4     |
| 1999/00 | Dinamo Boekarest  | Roemenië  | Liga 1              | 18    | 18    |
| 1999/00 | Internazionale    | Italië    | Serie A             | 10    | 0     |
| 2000/01 | Hellas Verona     | Italië    | Serie A             | 25    | 3     |
| 2001/02 | Hellas Verona     | Italië    | Serie A             | 32    | 12    |
| 2002/03 | AC Parma          | Italië    | Serie A             | 31    | 18    |
| 2003/04 | Chelsea           | Engeland  | Premier League      | 25    | 6     |
| 2004/05 | Chelsea           | Engeland  | Premier League      | 2     | 0     |
| 2004/05 | Juventus          | Italië    | Serie A             | 1     | 0     |
| 2005/06 | Juventus          | Italië    | Serie A             | 32    | 7     |
| 2006/07 | Fiorentina        | Italië    | Serie A             | 33    | 16    |
| 2007/08 | Fiorentina        | Italië    | Serie A             | 26    | 17    |
| 2008/09 | Fiorentina        | Italië    | Serie A             | 19    | 13    |
| 2009/10 | Fiorentina        | Italië    | Serie A             | 20    | 4     |
| 2010/12 | AC Cesena         | Italië    | Serie A             | 28    | 8     |
| 2012/13 | AC Ajaccio        | Frankrijk | Ligue 1             | 28    | 11    |
| 2013/14 | AC Ajaccio        | Frankrijk | Ligue 1             | 9     | 0     |
| 2013/14 | Petrolul Ploiești | Roemenië  | Liga 1              | 8     | 2     |
| 2014/15 | Petrolul Ploiești | Roemenië  | Liga 1              | 6     | 2     |
| 2015    | FC Pune City      | India     | Indian Super League | 10    | 4     |
| 2015/16 | ASA Târgu Mureș   | Roemenië  | Liga 1              | 4     | 0     |
| Totaal  | Totaal            | Totaal    | Totaal              | 433   | 160   |

## Interlandcarrière
Mutu was Roemeens international. Met het nationaal elftal speelde hij op het EK 2000. In de kwalificatie voor het wereldkampioenschap 2006 eindigde Mutu met Roemenië als derde achter Nederland en Tsjechië. In december 2005 ontving Mutu de prijs voor "Roemeens Voetballer van het Jaar". Op 21 november 2013 werd door de Roemeense voetbalbond na een grap van Mutu op Facebook over de coach van het nationale elftal – hij vergeleek bondscoach Victor Piturca met Mr. Bean – Mutu een schorsing voor het leven voor het Roemeens nationaal elftal opgelegd.

## Erelijst
- Roemeens voetballer van het jaar

2003, 2005, 2007, 2008
- Beste speler van Serie A

2007